# 騎士鐵十字勳章
騎士鐵十字勳章，或簡稱為騎士十字勳章是納粹德國對軍事與准軍事人員制定的軍事獎勵制度，其等級最高的「鑽石金橡葉佩劍騎士鐵十字勳章」也是該國僅次於大十字勳章的最高級別軍事勳章。
騎士鐵十字勳章為元首阿道夫·希特勒為填補一級鐵十字勳章與大十字勳章之間巨大的落差所建立的軍事獎勵制度，於1939年9月1日德軍入侵波蘭當日宣佈恢復過往第一次世界大戰中曾採用的鐵十字勳章制度，建立「騎士鐵十字勳章」，而隨著戰事的過大，出現更高級別獎勵的需求，希特勒因此於1940年初設置「橡葉騎士鐵十字勳章」、1941年設置「橡葉佩劍騎士鐵十字勳章」與「鑽石橡葉佩劍騎士鐵十字勳章」、1944年設置「鑽石金橡葉佩劍騎士鐵十字勳章」等共五種等級。
騎士鐵十字勳章全種類在大戰期間共授予逾7000人，獲獎原因多樣且頒布對象涵蓋各軍事與准軍事組織，包括正規軍國防軍下轄的陸軍、海軍、空軍、親衛隊軍事組織武裝親衛隊、教育組織國家勞役團、民兵組織國民突擊隊和數名軸心國軍政要人。

## 歷史

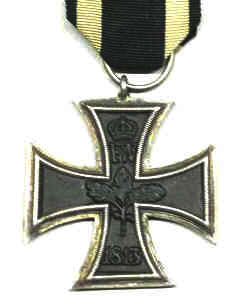
1813年版的二級鐵十字勳章。

騎士鐵十字勳章為鐵十字勳章，為普魯士國王腓特烈·威廉三世於對抗拿破崙的民族解放戰爭期間，在1813年3月13日所設置，其設計風格簡略，僅以銀質外框鑲嵌包覆中間的鐵質核心。使用鐵這種材料有著反抗拿破崙統治的象徵意義，也反映當時的時代精神，普魯士全國愛國主義高漲，國家號召國民反抗法國的佔領，而國王則請求富裕的普魯士人上交珠寶資助軍隊，並會給予鐵製的獎勵品作為感謝（男性為戒指，女性為胸針），這些物件上皆刻有「我將黃金換成鐵」（Gold gab ich für Eisen）的字樣。拿破崙戰爭結束後，鐵十字勳章的制度一直到1870年普法戰爭和1914年第一次世界大戰時才再度採用。
1914年時的鐵十字勳章仍屬於普魯士王國的軍事獎勵，但可以德意志皇帝的名義頒給帝國內各邦國所屬的官兵。1915年3月16日，該獎項頒授對象進一步擴大為各邦國盟國的軍人。此時的鐵十字勳章僅分三級——二級鐵十字勳章、一級鐵十字勳章和大十字勳章，前兩者可頒給各級士兵，但後者僅授予贏得重大戰役的高級將領，這使一、二級鐵十字和大十字勳章之間存在巨大的落差，而填補這份空白便是帝國內各邦國自己的勳章，其中最有名的即是僅授予軍官的普魯士功勳勳章與霍亨索倫王室勳章，而授予士官的最高獎勵為普魯士黃金軍功十字勳章。隨著一戰結束德意志帝國的解體，各邦國的勳獎章制度也隨之瓦解，鐵十字勳章之中的巨大空白並未填補。
1939年9月1日，第二次世界大戰爆發，元首阿道夫·希特勒以德國武裝力量最高統帥身份於當天頒布《關於重新設立鐵十字勳章的條令》（Verordnung über die Erneuerung des Eisernen Kreuzes）恢復鐵十字勳章制度：「在我決定動員德國人民武裝起來以抵禦將面臨的危險之後，我下令重新設立過去數次重大戰爭中體現出德國人民保衛祖國之英雄主義的象徵——鐵十字勳章」，上面還有著希特勒、最高統帥部部長威廉·凱特爾、內政部長威廉·弗利克與不管部長奧托·邁斯納的署名，由於《凡爾賽條約》明文禁止德軍設置榮譽飾物、勳章或獎章，希特勒的騎士鐵十字勳章是第一種德國全國通行的軍事獎勵，且有別於早先鐵十字勳章系列，希特勒制定騎士鐵十字勳章頒發對象將不分階級地頒發給表現卓越的軍官或士兵，以符合國家社會主義的口號：「一個民族，一個國家，一個元首」，實際上也只有7％的騎士鐵十字勳章獲得者為將軍。德國共頒發了7,361枚騎士鐵十字勳章、890枚「橡葉騎士鐵十字勳章」、160枚「橡葉佩劍騎士鐵十字勳章」、27枚「鑽石橡葉佩劍騎士鐵十字勳章」，而最高級別的「鑽石金橡葉佩劍騎士鐵十字勳章」僅在1944年12月29日授予漢斯-烏爾里希·魯德爾一人。
「騎士鐵十字勳章」系列可能是納粹德國裡最受人歡迎的物品，在納粹宣傳機關的倡導下，勳章獲得者被捧為國家的英雄與榜樣，地位相當於明星，其明信片與簽名照也是收藏家極欲入手的紀念物。由於「騎士鐵十字勳章」在德國受到高度重視，有相當的德軍官兵為追求獲獎而在作戰上冒著高度生命風險進行殊死搏鬥，也有軍官因此不惜犧牲部屬性命，這種人即成了士兵行話中的「喉嚨痛」（Halsschmerzen）患者（因騎士鐵十字勳章屬領綬勳章，即掛在脖子上的飾品）。

## 提名與授予流程

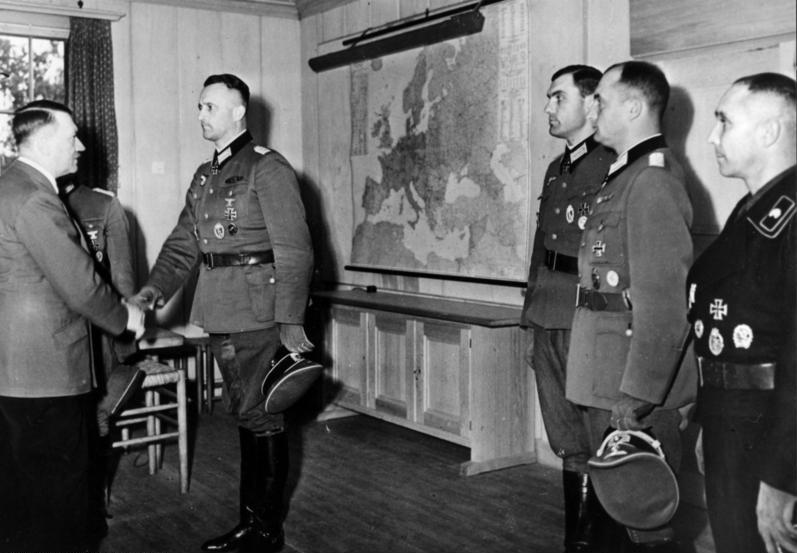
1943年9月15日，希特勒於「狼穴」司令部授予橡葉騎士鐵十字勳章給獲獎官兵。

騎士鐵十字勳章的獲得前提是必須擁有1939年版的一級鐵十字勳章，而標準因各軍種有所差異，並因隨著戰爭進程不斷改變，在陸軍和武裝親衛隊的標準是推薦前有5至7次或以上的重要英勇行動，或者一次非常重要的行動，除此之外也會授予成功的進攻、撤退的指揮官或是在技術、後勤方面有突出貢獻之人士。空軍的獲獎標準採取積分制，飛行員若擊落一架單引擎飛機可獲得一分、雙引擎兩分、四引擎三分，若為夜間作戰而積分加倍計算。同樣地，海軍潛艦艦長若擊沉10萬噸船艦也具推薦資格。隨著戰爭規模擴大，獲獎積分門檻也越來越高。
提名程序由連級或更高單位處理，而指揮官不能提名自己，在某些例子中也有師部副官進行推薦程序，而在空軍由最小單位的聯隊、在海軍由相應的分艦隊司令部都有推薦提名的權力，也能提名麾下的外籍官兵。提名須以書面一式兩份的形式提交，格式與內容都有所規範，提名申請書中包含個人資料、優秀表現時的職級和所屬單位，該員就任本職位的時間、服役日期、以往獲得過的軍事勳獎和頒發日期等等，若提名對象為應徵入役的士兵或士官還要提交簡歷。申請書通常由書面方式往中央傳遞提交，中間以軍種區分，各級單位主管會附上簡短的評語，有時提名人身受重傷或是指揮鏈被打亂亦可以電話方式提名。獲頒者將會先收到一份由最高統帥部發出的《臨時授予證書》（Vorlaufiges Besitzzeugnis）電報通知，之後會再收到正式證書，外表為皮革封面和羊皮紙包裝，封面上有一隻金質展翅鷹，鷹爪握著一個「卐」字，書內有著一份700公釐長、430公釐寬的牛皮紙文件，記述「以德意志人民的名義授予（獲得者軍銜、姓名）鐵十字勳章之騎士鐵十字勳章」，署名元首大本營和希特勒的簽名。
從1939年9月1日至1945年4月30日，幾乎整場戰爭的時間裡希特勒都握有提名批准的最終決定權，而該人自殺前兩天將這項權限交由人事局副局長恩斯特·梅塞爾，4月30日，梅塞爾授予33位被提名者騎士鐵十字勳章、否決29個提名，並保留4個提名。4月30日，希特勒自殺，梅塞爾的權限也隨之失效，核定權轉由被希特勒任命為德國總統和武裝部隊總司令的卡爾·鄧尼茨繼承，後者曾宣佈在投降生效前所有經由正規流程的騎士鐵十字勳章提名皆已獲准，但戰後「德國戰時檔案局」認為鄧尼茨的作法不符鐵十字勳章的法規程序，其核准應為無效。
| 授勛時的階級 | 元帥 | 大將 | 上將 | 中將 | 少將 | 上校 | 中校 | 少校 | 上尉 | 中尉 | 少尉 | 參謀 軍士 | 團級 軍士長 | 營級 軍士長 | 連級 軍士長 | 上士 | 中士 | 高級 參謀下士 | 下士 | 代理下士 | 士兵與其他 | 總計 |
| ------------ | ---- | ---- | ---- | ---- | ---- | ---- | ---- | ---- | ---- | ---- | ---- | --------- | ----------- | ----------- | ----------- | ---- | ---- | ------------- | ---- | -------- | ---------- | ---- |
| 陸軍         | 0    | 9    | 66   | 191  | 134  | 420  | 258  | 539  | 932  | 630  | 414  | 24        | 5           | 11          | 384         | 253  | 284  | 6             | 145  | 66       | 6          | 4777 |
| 海軍         | 1    | 1    | 3    | 8    | 10   | 33   | 8    | 52   | 118  | 64   | 7    | 4         | 0           | 0           | 5           | 0    | 4    | 0             | 0    | 0        | 0          | 318  |
| 空軍         | 1    | 2    | 13   | 18   | 29   | 49   | 31   | 127  | 390  | 462  | 246  | 6         | 0           | 7           | 261         | 105  | 20   | 0             | 8    | 10       | 0          | 1785 |
| 武裝親衛隊   | 0    | 0    | 6    | 4    | 7    | 23   | 40   | 87   | 83   | 69   | 30   | 0         | 0           | 1           | 22          | 29   | 23   | 0             | 7    | 5        | 2          | 438  |
| 外籍人士     | 3    | 6    | 5    | 9    | 11   | 4    | 2    | 3    | 0    | 0    | 0    | 0         | 0           | 0           | 0           | 0    | 0    | 0             | 0    | 0        | 0          | 43   |
| 總計         | 5    | 18   | 93   | 230  | 191  | 529  | 339  | 808  | 1523 | 1225 | 697  | 34        | 5           | 19          | 672         | 387  | 331  | 6             | 160  | 81       | 8          | 7361 |

## 等級

### 騎士鐵十字勳章
騎士鐵十字勳章與其下級的一、二級鐵十字勳章設計基本相同，長48公釐、高55公釐，較一級鐵十字勳章稍大，正面中間為旋轉45度的卐字，下臂印有「1939」字樣，反面下臂則印著「1813」字樣，外框由「800號銀」（指1000份該金屬製品中有800份純銀）、「935號銀」或是「德國銀」（銀鎳合金）沖印而成，中間鑲著可鍛的磁鐵礦沖製而成的黒色內核，部份勳章在戰爭末期時因為材料短缺而採用非正規材質製成，主要的製造商為呂登沙伊德的「斯坦豪爾和盧耶克」。騎士鐵十字勳章的獲頒證書為酒紅色，上面希特勒的簽名和獲頒者則為金箔印製。
騎士鐵十字勳章獲獎的前提是必須得過一級鐵十字勳章，後者約有30萬人獲頒，而前者僅7,361多人。第一位騎士十字勳章獲得者為德國空軍總司令赫爾曼·戈林，於1939年9月獲得此獎項。二戰結束後，共有711名騎士鐵十字勳章獲得者進入西德聯邦國防軍服役，其中114人以將官軍階退役，另外還有7名獲得者進入東德國家人民軍服役，軍階最高的是文芩茲·繆勒中將。外國共計43人獲得本章，其中後來有8人獲得更高級別的「橡葉騎士鐵十字勳章」，僅一人獲得「橡葉佩劍騎士鐵十字勳章」。

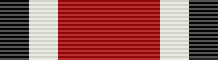
略章
略章（變種）
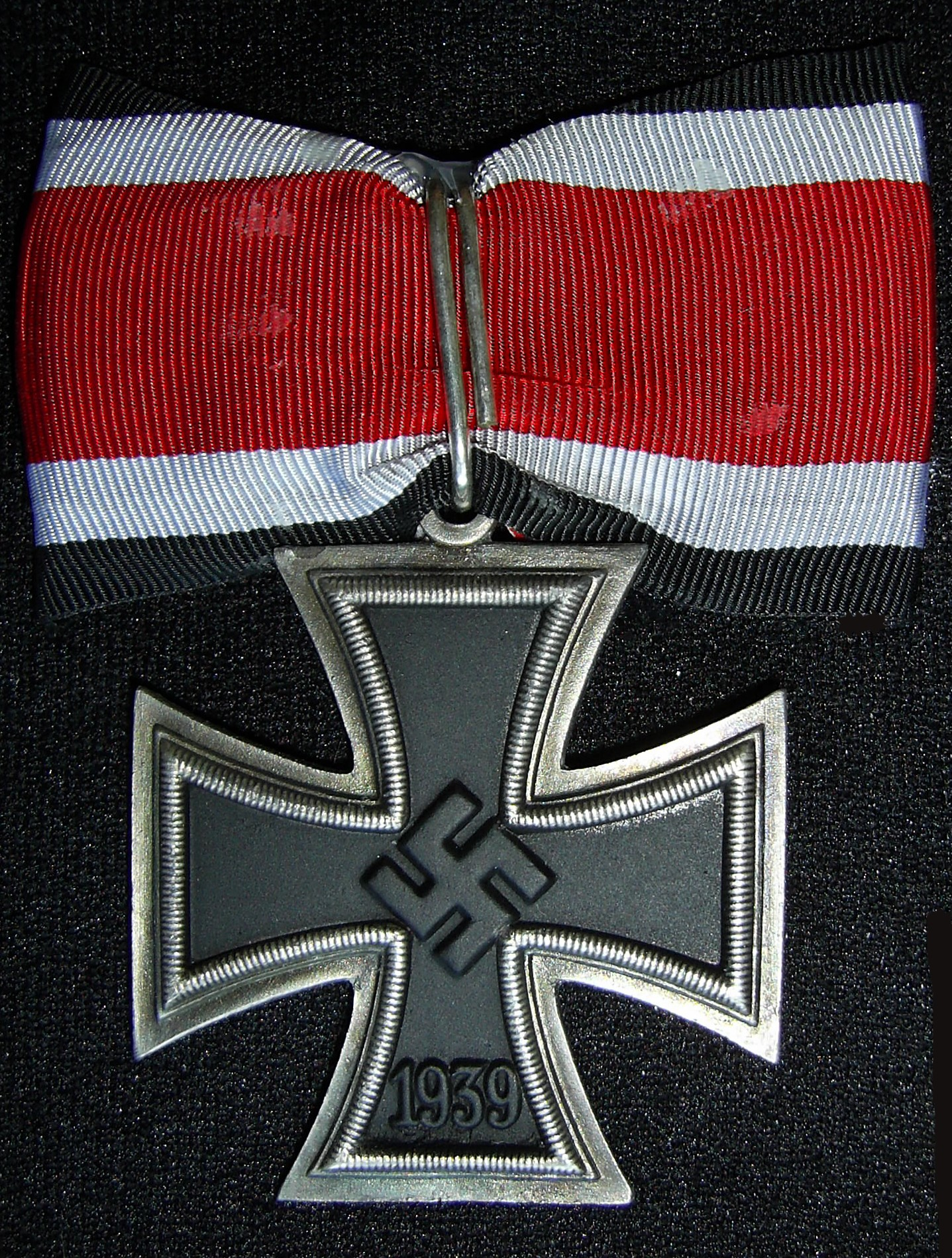
騎士鐵十字勳章

### 橡葉騎士鐵十字勳章
戰爭開始後，德軍達到授獎標準的人數遠較希特勒預想的多，在1940年5月10日發動「黃色方案」入侵低地國家和法國前，德軍僅有52人獲得騎士十字勳章，然而到了6月3日時已大增至124人。為進一步獎勵已獲得騎士鐵十字勳章的軍人，1940年6月3日，希特勒在騎士十字勳章的基礎上新增更高一級的獎勵——「橡葉騎士鐵十字勳章」（下簡稱「橡葉」）。
「橡葉」與騎士鐵十字勳章的差異僅在多了由一片三枚橡葉型的金屬片所組成的徽飾，中間一片與另外兩片形成層理。「橡葉」長寬約6公釐，重約6克，由純銀（部份為「900號銀」）製成，經過化學打磨，背面刻有銀材料等級和製造廠商的標誌，初期的「橡葉」背面是凹進去的構造，而1941年後的款式則焊有懸掛環，可使綬帶從此處穿過。採用「橡葉」作為更高一級的象徵並非納粹主義的產物，而是取材自威廉三世為紀念亡妻路易絲，於1811年1月18日下令在紅鷹勳章、於1813年10月9日在功勳勳章上加上「橡葉」的設計。自「橡葉」開始，其獲頒證書顏色隨軍種有所差異，紅褐色為陸軍和武裝親衛隊、深藍色代表海軍、灰藍色代表空軍，文件內的納粹鷹和卐字則換成金色，封面四周也多了鍍金鑲邊，而希特勒的簽名和獲頒者則與騎士十字勳章相同。
第一位「橡葉」的獲得者為愛德華·迪特爾山地兵上將，因指揮納爾維克戰役的戰功而獲得。總計戰爭期間共882名德軍官兵獲得本章，另外還有9名外國人獲得該章，包括愛沙尼亞阿方斯·雷班（武裝親衛隊軍官，由於頒授日為停戰後，故不屬於大戰期間的獲得者）、德格萊爾、羅馬尼亞的彼得·杜米特雷斯库大將、米哈伊爾·拉斯卡上將、柯內流·堤多里尼少將、日本古贺峰一大將與山本五十六大將、西班牙阿古斯丁·穆尼奧斯·格蘭德斯中將和芬蘭卡爾·古斯塔夫·埃米爾·曼納海姆元帥。

略章
略章（變種）
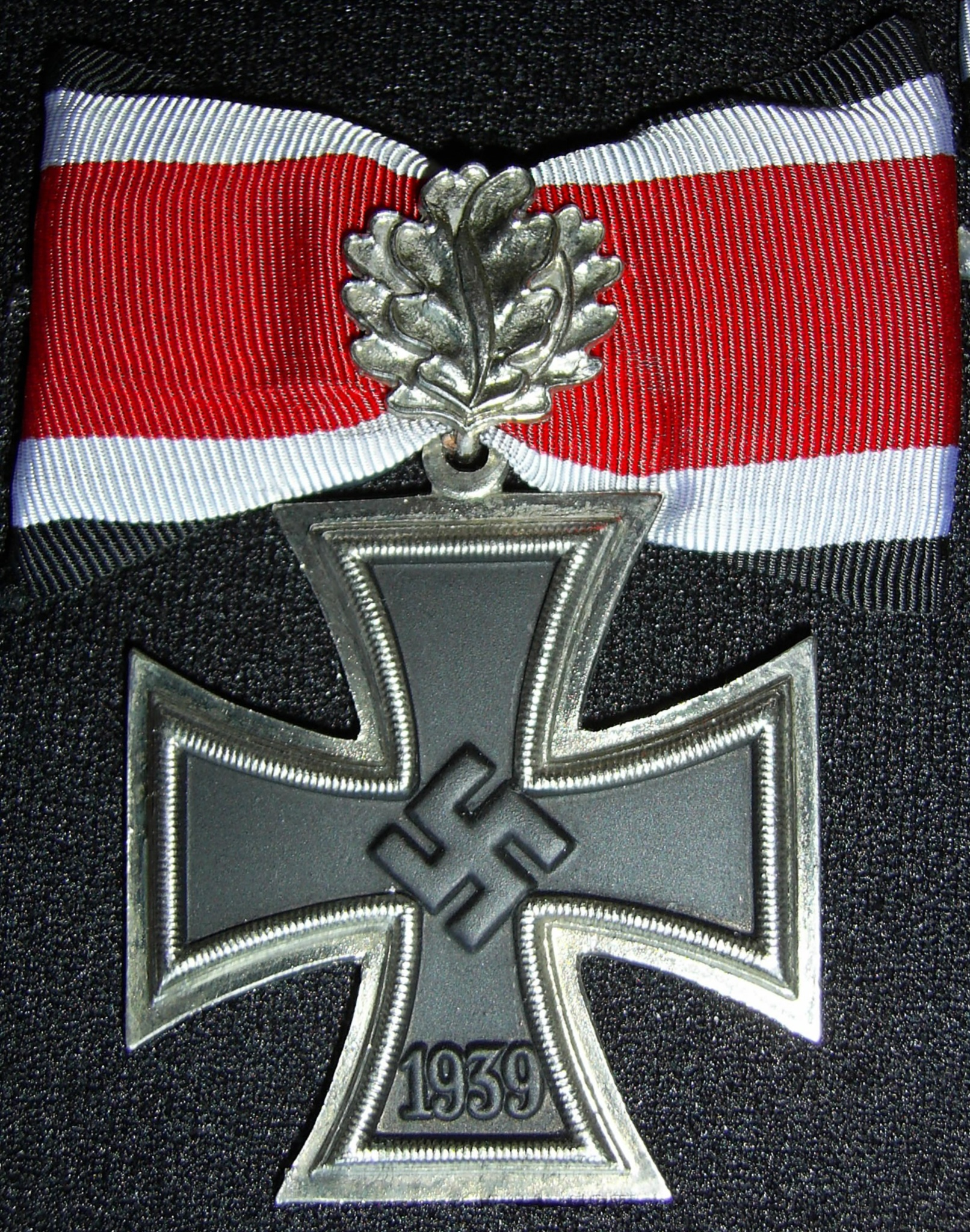
橡葉騎士鐵十字勳章
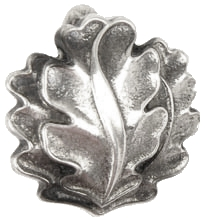
「橡葉」近照

### 橡葉佩劍騎士鐵十字勳章
1941年6月21日，希特勒入侵蘇聯前夕，於橡葉騎士鐵十字勳章上再加上了「佩劍」的徽飾，是為「橡葉佩劍騎士鐵十字勳章」（Ritterkreuz des Eisernen Kreuzes mit Eichenlaub und Schwertern）。「佩劍」位於橡葉底部，以兩把劍交叉排列，此為德國勳章的傳統設計樣式，劍長24公釐，交叉度為40度，整套「佩劍」由大小為長25公釐、寬10公釐、重7.8公克的純銀片打制而成，背面印有製造商標誌。第一位獲得本章者為獲得了69次空戰勝利的德國空軍中校——阿道夫·加蘭德。戰爭期間共159名德軍官兵獲得本章，而外國獲獎者僅山本五十六一人於死後追贈。

略章
略章（變種）
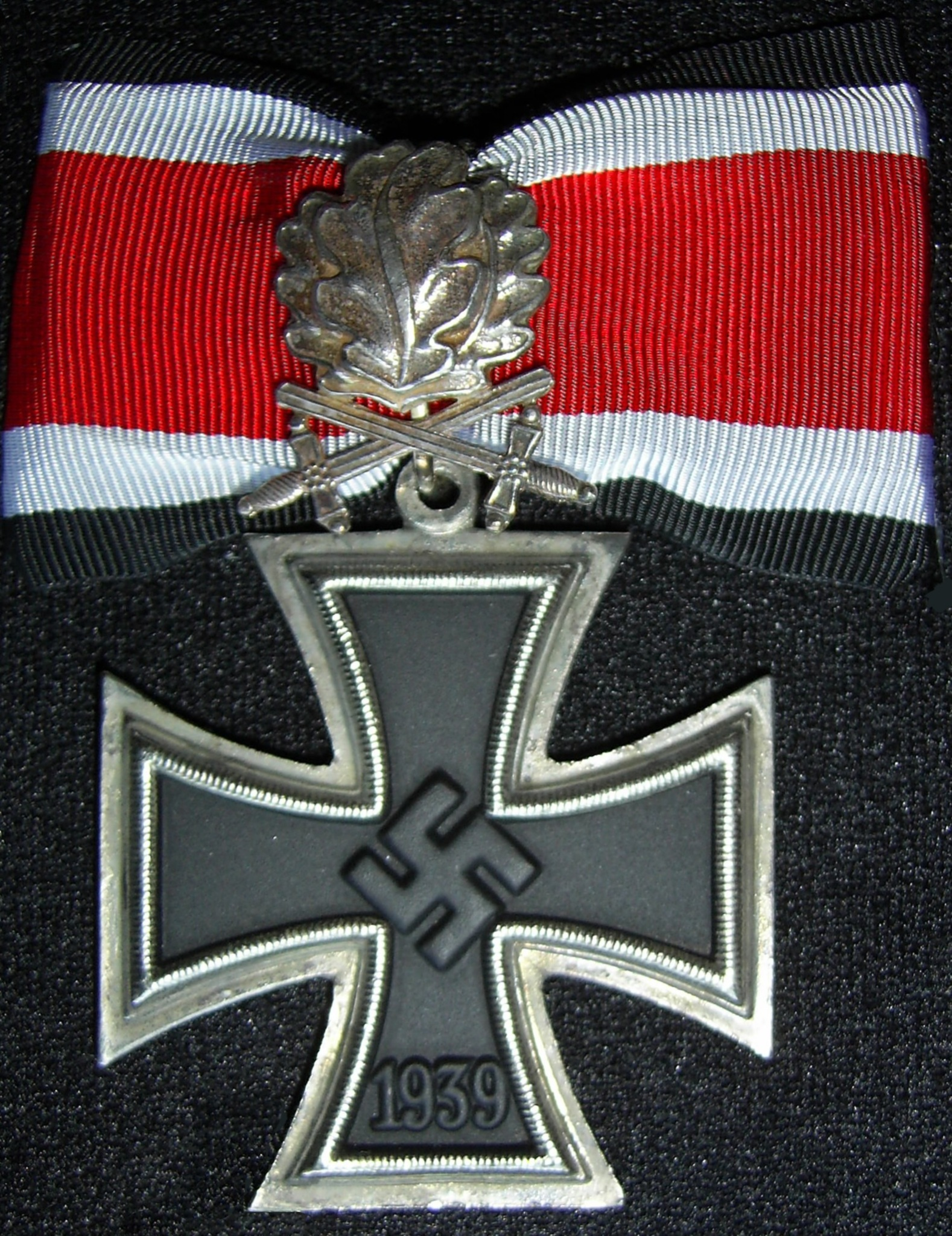
橡葉佩劍騎士鐵十字勳章

### 鑽石橡葉佩劍騎士鐵十字勳章
1941年7月15日，德軍官方對外宣佈「佩劍」之上再增設了「鑽石」，是為「鑽石橡葉佩劍鐵十字勳章」（Ritterkreuz des Eisernen Kreuzes mit Eichenlaub, Schwertern und Brillanten），與前一級相比則是在「橡葉」與「佩劍」上鑲嵌45至50顆鑽石，由於「橡葉」與「佩劍」全為手工製作，每個鑽石橡葉佩劍鐵十字勳章皆略有差異。勳章本身以935號銀製作，中間鏤空，鑽石總重2.7克拉，勳章總共18公克，稍大於橡葉佩劍騎士鐵十字勳章。本章僅27名獲得者，皆為德國軍人，第一位為取得101個空戰戰果的空軍上校維爾納·莫德士。另外值得一提的是有三人雖為獲頒者但並未真的收到該章，分別為因飛行意外去世的漢斯-約阿希·馬西里、因戰爭後期局勢混亂未能頒授的卡爾·毛斯和迪特里希·馮·紹肯兩位裝甲兵上將。

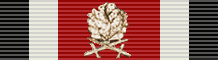
略章
略章（變種）
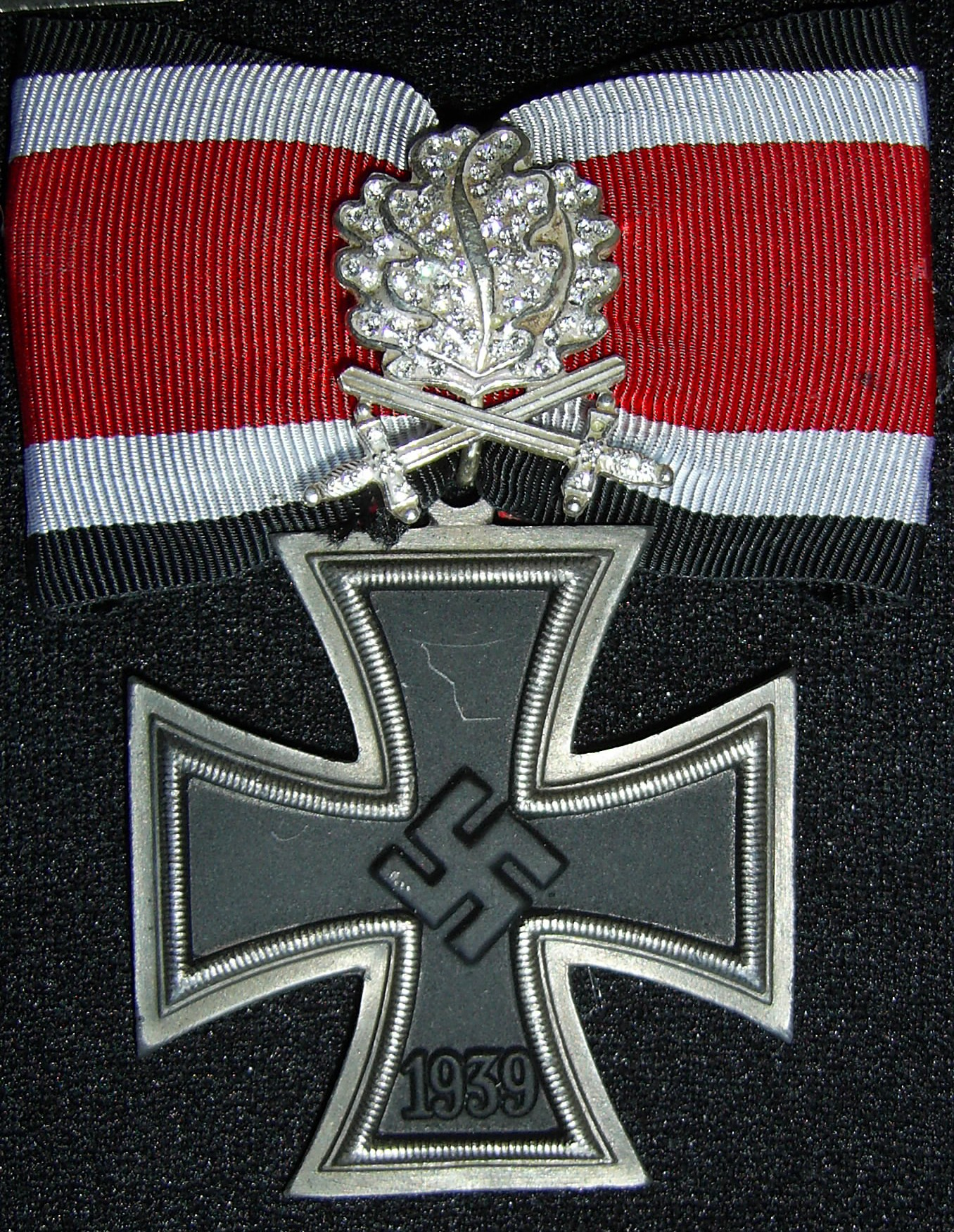
鑽石橡葉佩劍騎士鐵十字勳章
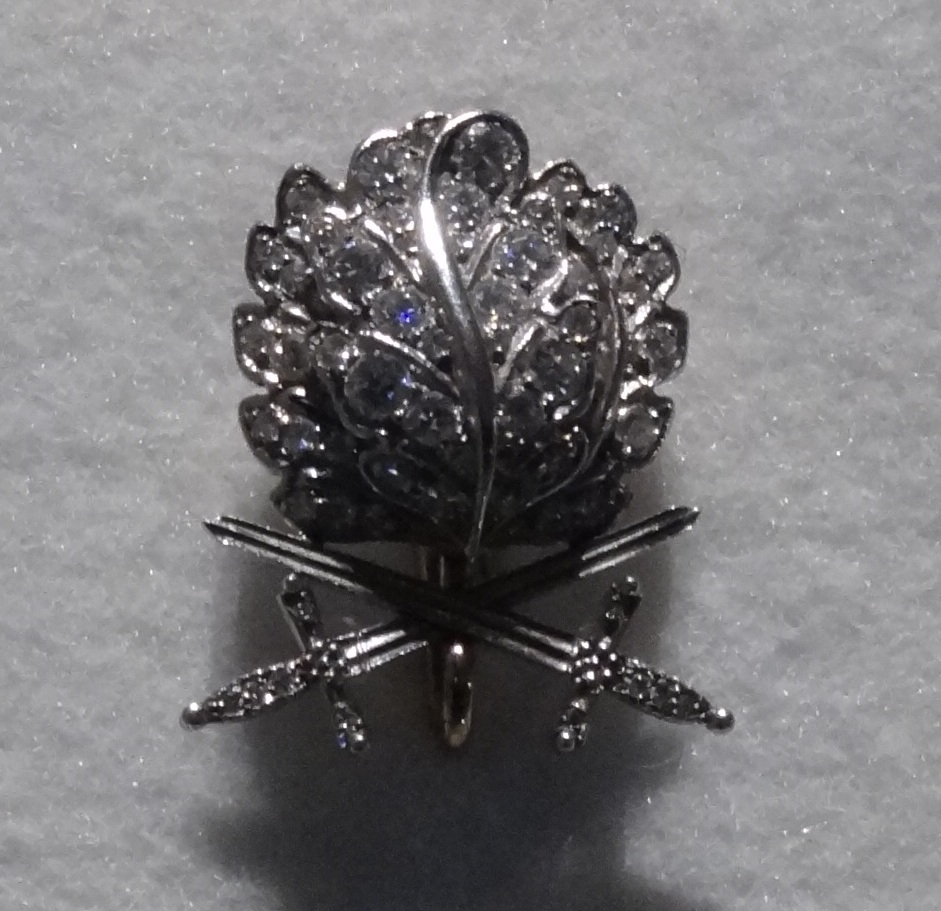
海穆·蘭特的鑽石橡葉佩劍騎士鐵十字勳章，现藏于德累斯顿联邦德国军事史博物馆。

### 鑽石金橡葉佩劍騎士鐵十字勳章
1944年12月29日，希特勒再將「鑽石橡葉佩劍騎士鐵十字勳章」的「橡葉」改為金製，是為「鑽石金橡葉佩劍騎士鐵十字勳章」（Ritterkreuz mit goldenem Eichenlaub, Schwertern und Brillanten），與前一級相比是將「橡葉」改以18K金製成。「金橡葉」原為希特勒期望在戰爭勝利後，將其頒發給最具貢獻的12名官兵（12這個數字取自於基督教「最后的晚餐」中的12門徒），但如今戰爭已遭逢失敗，破例先頒發，僅有一名受頒者——漢斯-烏爾里希·魯德爾空軍上校，該人以駕駛Ju 87俯衝轟炸機而聞名，有著執行2530次戰鬥任務、摧毀敵軍500輛以上戰車的記錄。有來源指出本章總共製作出六套，其中一套授予魯德爾，而另外五套送往克萊斯海姆宮存放，被美軍第3步兵師作為戰利品繳獲。

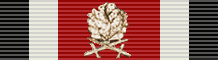
略章
略章（變種）
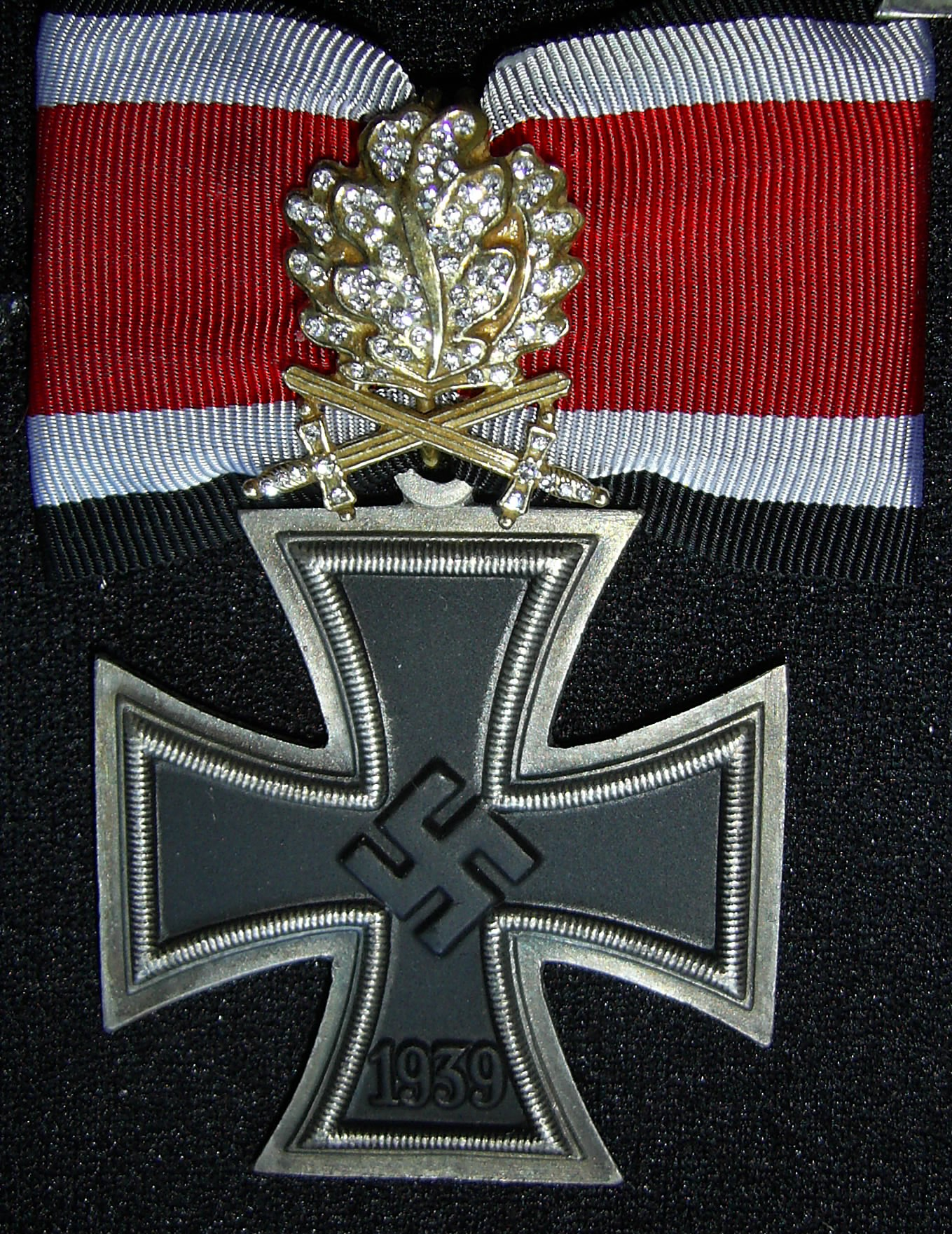
鑽石金橡葉佩劍騎士鐵十字勳章
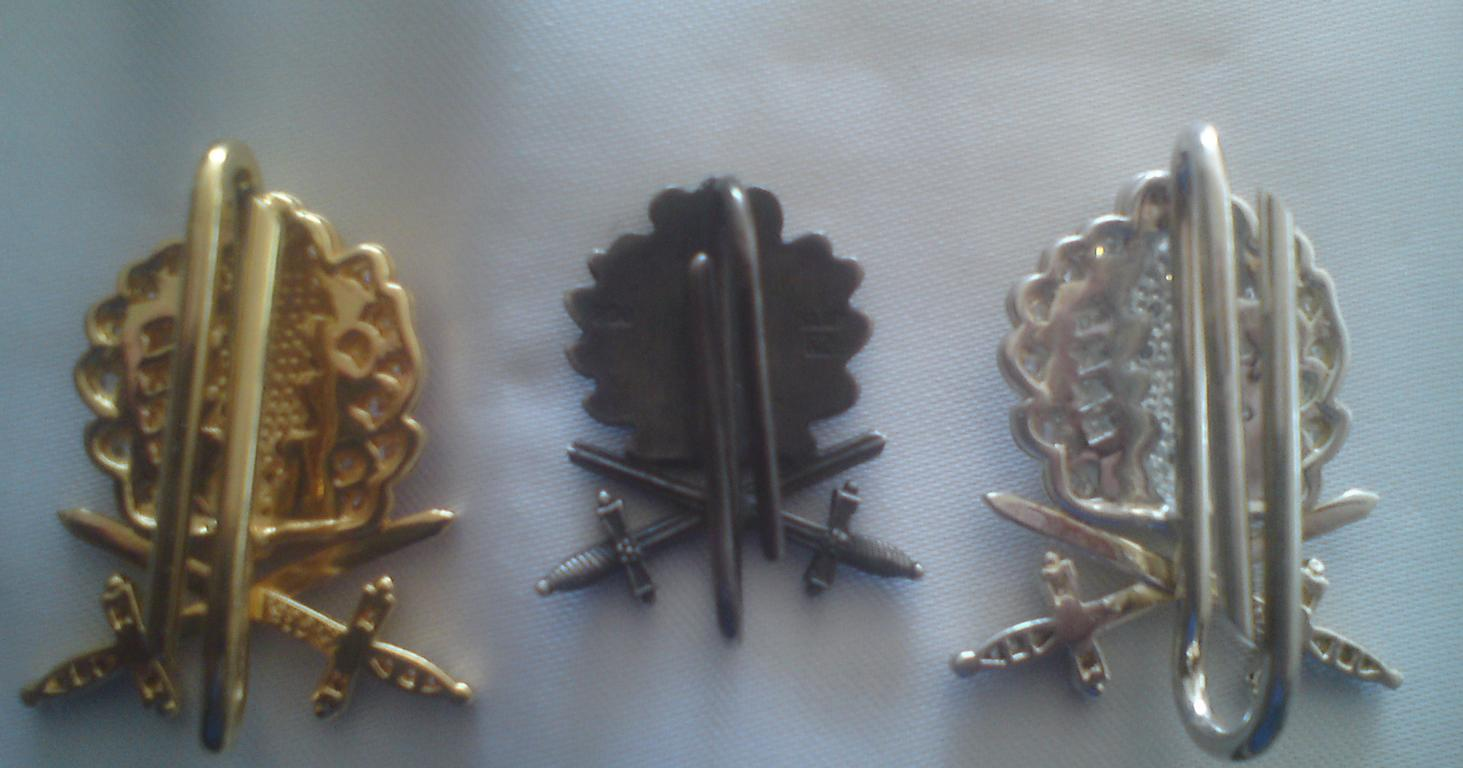
「鑽石金橡葉」、「鑽石橡葉」、「橡葉佩劍」三種等級的騎士鐵十字勳章上的徽飾（背面）

## 戰後
1945年德國投降後，納粹時代的軍事獎勵也隨之廢除，直到1957年聯邦政府通過法案，允許該章去除中央代表納粹的卐字後方可配戴。
根據勳章經銷商安德烈·休斯肯的調查，市面上、受章者本人、遺族等至今還保留的騎士鐵十字勳章約為2萬個、「橡葉」約1800個、「橡葉佩劍」約450個、「鑽石」則為80個。

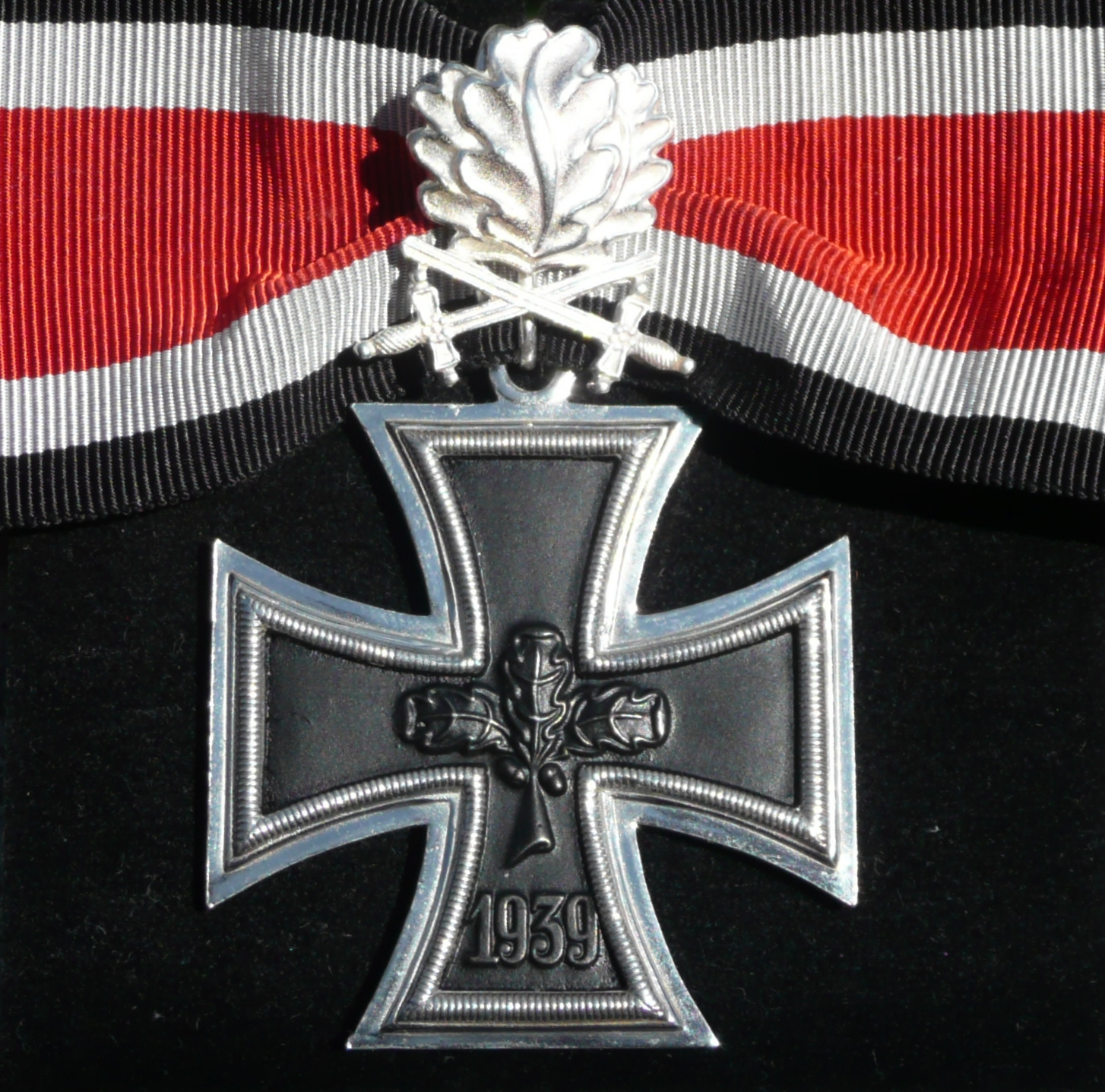
1957年版的橡葉佩劍騎士鐵十字勳章

## 註解
1. ↑  騎士鐵十字勳章是一般常見的譯名，而從原文直譯實際上是「鐵十字章中的騎士十字章」[1]。
2. ↑  根據不同來源，騎士鐵十字勳章的總頒發數有所差異，德國聯邦檔案館則記錄共有7,161枚[9]。

## 註腳
1. ↑  ウィリアムソン（1995年），第9页
2. ↑  Craig & Leonard（2019年），第187页
3. 1 2  汪冰（2017年），第2页
4. ↑  Williamson（2004年），第3页
5. ↑  指文號角工作室（2016年），第3页
6. 1 2  Schaulen（2003年），第73页
7. ↑  Maerz（2007年），第29页
8. 1 2  指文號角工作室（2016年），第18页
9. ↑  Scherzer（2007年），第117-186页
10. 1 2  汪冰（2017年），第4页
11. ↑  Hartmann（2008年），第53页
12. ↑  Wilcke（2005年），第43页
13. ↑  May（2003年），第455–461、71ff、380页
14. ↑  Blum（2006年），第151页
15. ↑  Hartmann（2010年），第178-180页
16. ↑  Scherzer（2007年），第30页
17. 1 2  Scherzer（2007年），第31页
18. ↑  指文號角工作室（2016年），第17页
19. 1 2  Scherzer（2007年），第62-63页
20. ↑  Scherzer（2007年），第69-74页
21. 1 2  指文號角工作室（2016年），第19页
22. ↑  ウィリアムソン（1995年），第19-20页
23. ↑  後藤（2000年），第106页
24. 1 2 3  指文號角工作室（2016年），第23页
25. ↑  汪冰（2017年），第2-4页
26. 1 2 3 4 5  学研（1998年），第106页
27. 1 2  後藤（2000年），第110页
28. ↑  指文號角工作室（2016年），第21页
29. ↑  Schaulen（2003年），第9页
30. ↑  指文號角工作室（2016年），第22页
31. ↑  後藤（2000年），第113页
32. 1 2  指文號角工作室（2016年），第24页
33. 1 2 3  指文號角工作室（2016年），第26页
34. 1 2  後藤（2000年），第117页
35. ↑  Maerz（2007年），第293页
36. ↑  ウィリアムソン（1995年），第28页
37. ↑  指文號角工作室（2016年），第29页
38. ↑  Maerz（2007年），第310-311页
39. ↑  ウィリアムソン（1995年），第16页
40. ↑  山下（2011年），下卷，第123页